# Hair Love
Hair Love ist ein US-amerikanischer animierter Kurzfilm von Matthew A. Cherry. Er handelt von einem schwarzen Mädchen und ihrem Vater, der zum ersten Mal versucht, ihr die Haare zu frisieren. Er wurde über Kickstarter finanziert und ist mit Issa Rae als Sprecherin besetzt.
Der Film hatte Premiere in den Kinos als Vorfilm zu Angry Birds 2 – Der Film ab dem 14. August 2019. Bei der Oscarverleihung 2020 wurde er als Bester animierter Kurzfilm ausgezeichnet. Hair Love wurde im Mai 2019 auch als Kinderbuch mit Illustrationen von Vashti Harrison umgesetzt. Das im November 2020 erschienene Hörbuch wird von Blue Ivy Carter gesprochen.
Eine zugehörige Fernsehserie mit dem Titel Young Love  für HBO Max hatte Premiere am 21. September 2023.

## Handlung
Das schwarze Mädchen Zuri will an einem Tag, den sie in ihrem Kalender mit einem Herz markiert hat, zum ersten Mal ihren Afro selbst frisieren. Dazu benutzt sie ein Tutorial-Video des Vlogs Hair Love ihrer Mutter, scheitert aber. Ihr Vater, der selber Dreadlocks trägt, versucht, ihre Frisur mit Kamm und Gummibändern zu bändigen, und will ihr dann eine Mütze aufsetzen. Zuri zeigt ihm das Anleitungsvideo der Frisur, die sie haben möchte, in dem ihre Mutter diese an Zuri demonstriert hat. Als der Vater die Anleitung Schritt für Schritt befolgt, gelingt die Frisur. Bevor sie herausgehen, nimmt Zuri noch eine Zeichnung aus ihrem Zimmer mit.
In einem Krankenhaus sitzt die Mutter in einem Rollstuhl und trägt ein Kopftuch. Nachdem Zuri und ihr Vater hereinkommen, übergibt sie die mit Wachsmalstiften angefertigte Zeichnung, die die Mutter mit kahlem Kopf und eine gelbe Krone tragend zeigt. Darauf nimmt die Mutter das Kopftuch ab und lässt Zuri ihre Glatze berühren. Die drei umarmen sich und verlassen das Krankenzimmer.
Während der Closing Credits ist zu sehen, wie die Haare der Mutter wieder nachwachsen und die Familie sich gegenseitig frisiert. Die Mutter nimmt ein Anleitungsvideo auf, in dem der Vater Zuri die Haare macht.

## Hintergrund

### Inspiration und Thema
Hair Love wurde von dem ehemaligen American-Football-Spieler Matthew A. Cherry erdacht. Die Idee dazu hatte er bereits mehrere Jahre vor der Produktion. Dazu diese umzusetzen wurde er durch Videos auf den sozialen Medien inspiriert, in denen schwarze Väter die Haare ihrer Töchter frisieren. In einem Interview mit der Washington Post sagte er, er habe zwei Ziele mit dem Film: Kinder dazu ermuntern, ihr natürliches Haar zu akzeptieren, und das Bild, das er in den Internetvideos gesehen hat, aber noch nicht auf Leinwand, darzustellen, nämlich schwarze Väter, die im Leben ihrer Kinder stark präsent sind. Außerdem sei er besorgt gewesen über den Mangel an Repräsentation in Animationsfilmen und wollte daher eine junge schwarze Familie zeigen. Über die positive Darstellung schwarzer Väter sagte er gegenüber der Chicago Sun Times, dass sich die Geschlechterrollen geändert haben und es heute auch die Situation gibt, dass die Mutter zur Arbeit geht und der Vater die Kinder fertigmacht. „Ich habe das Gefühl,  jeder muss sich steigern und es hinkriegen. Schwarze Väter hatten den schlechtesten Ruf in den Mainstream-Medien durch die Darstellung als Versager, die sich nicht beteiligen.“ Ihm sei wichtig gewesen, einen jungen Vater mit Tätowierungen zu zeigen, von dem man nicht vermuten würde, dass er ein liebender Vater ist, der seiner Tochter die Haare macht. In seiner Oscarrede sagte er, der Film wurde gemacht, um schwarzes Haar zu normalisieren. (Damit ist Haar schwarzer Menschen gemeint, nicht schwarzhaarig im Sinne der Haarfarbe.)
Dieses Anliegen hängt zusammen mit der Diskriminierung von schwarzem Haar in den Vereinigten Staaten, das nach westlichen Schönheitsstandards oft als unprofessionell und ungepflegt empfunden und abgewertet wird. In Schulen, die in Kleiderordnungen schwarze Frisuren wie Afros und Dreadlocks verboten haben, kam es zum Mobbing und zum Ausschluss schwarzer Schüler vom Unterricht und von Veranstaltungen. Im Juli 2019 wurde in Kalifornien der CROWN Act unterzeichnet, der Diskriminierung aufgrund von Haarstruktur verbietet; danach ähnlich in New Jersey und New York City.

### Finanzierung
Der Film wurde 2017 mit einer Crowdfundingkampagne auf Kickstarter.com finanziert, die das ursprüngliche Ziel von 75.000 Dollar weit überschritt und über 280.000 Dollar erzielte. Dies stellt den Rekord an Einnahmen für einen Kurzfilm auf der Crowdfundingplattform dar. Zu prominenten schwarzen Unterstützern zählten etwa die Schauspielerinnen Yara Shahidi und Gabourey Sidibe, die Animatoren Everett Downing Jr. und Frank Abney von Pixar sowie Bruce W. Smith, Schöpfer der Prouds, und Peter Ramsey, Ko-Regisseur des ebenfalls oscarausgezeichneten Spider-Man: A New Universe.

### Produktion
Cherry kontaktierte zur Hilfe Karen Rupert Toliver, eine Studiomanagerin bei 20th Century Animation, die danach zu Sony Pictures Animation wechselte und als Ko-Produzentin in das Projekt einstieg. Frank Abney und Peter Ramsey wurden ausführende Produzenten; Everett Downing Jr. und Bruce Smith neben Cherry Regisseure. Produziert wurde der Film von Sony Pictures Animation in Partnerschaft mit Lion Forge Animation. Die Animationen wurden im Studio Six Point Harness in Los Angeles hergestellt. Als Sprecherin wurde Schauspielerin Issa Rae besetzt.

## Veröffentlichung

### Film
Der Film wurde zuerst ab dem 14. August 2019 als Vorfilm zu Angry Birds 2 – Der Film gezeigt und war damit zu dem Zeitpunkt der erste animierte Kurzfilm, der in diesem Jahr in den amerikanischen Kinos gezeigt wurde. Am 5. Dezember 2019 wurde er auf YouTube veröffentlicht. 2020 erschien er auch im Januar vor Jumanji: The Next Level und im Februar vor Little Women.

### Kinderbuch
Hair Love erschien am 14. Mai 2019 als Kinderbuch bei Kokila, einem Imprint der Penguin Group, mit Illustrationen von Vashti Harrison, der Figurendesignerin für den Film. Es gelangte in die New York Times-Bestsellerliste für Kinderbücher.
- Matthew A. Cherry (Autor), Vashti Harrison (Illustrator): Hair Love, Kokila, 2019, ISBN 978-0-525-55336-6

### Hörbuch
Am 9. November 2020 erschien das von Dreamscape Media produzierte Hörbuch von vier Minuten in den Vereinigten Staaten und Kanada, das von Blue Ivy Carter gesprochen wird.

## Auszeichnungen
Hair Love gewann einen Oscar als bester animierter Kurzfilm. Cherry hatte bereits 2012 eine Oscar-Nominierung prophezeit, sowie 2016, als er nach Animatoren für „eine Oscar-würdige Kurzfilm-Idee“ gesucht hatte. Das prominente Ehepaar, Schauspielerin Gabrielle Union und Basketballspieler Dwyane Wade, die als Associative Producer des Films geführt sind, luden zur Oscarverleihung den Hochschüler DeAndre Arnold ein, der von seiner Schule suspendiert und von der Abschlusszeremonie ausgeschlossen worden war, weil seine Dreadlocks den Dresscode verletzen würde. Cherry nannte Arnold und den CROWN Act in seiner Oscarrede. Er widmete seinen Award dem ehemaligen Basketballspieler Kobe Bryant, der kurz vor der Oscarverleihung verstorben war. Dieser gewann bei der Verleihung 2018 für Dear Basketball  ebenfalls als Bester animierter Kurzfilm und war damit der erste ehemalige professionelle Sportler mit einer Oscarnominierung und -auszeichnung vor Matthew Cherry selbst.
Oscarverleihung 2020
- Auszeichnung als Bester animierter Kurzfilm für Matthew A. Cherry und Karen Rupert Toliver

Black Reel Awards 2020
- Auszeichnung als Bester Independent-Kurzfilm für Matthew A. Cherry

## Fernsehserie
Am 7. Juli 2020 wurde eine Animations-Fernsehserie mit dem Titel Young Love für den Video-on-Demand-Anbieter HBO Max angekündigt, die in zwölf Episoden die Familie Young aus dem Film begleiten soll. Als Start der Veröffentlichung über drei Wochen mit jeweils vier Episoden wurde der 21. September 2023 angekündigt. Issa Rae kehrt in der Rolle der Mutter zurück; den Vater spricht Scott Mescudi.